# St. Nikolaus (Einruhr)

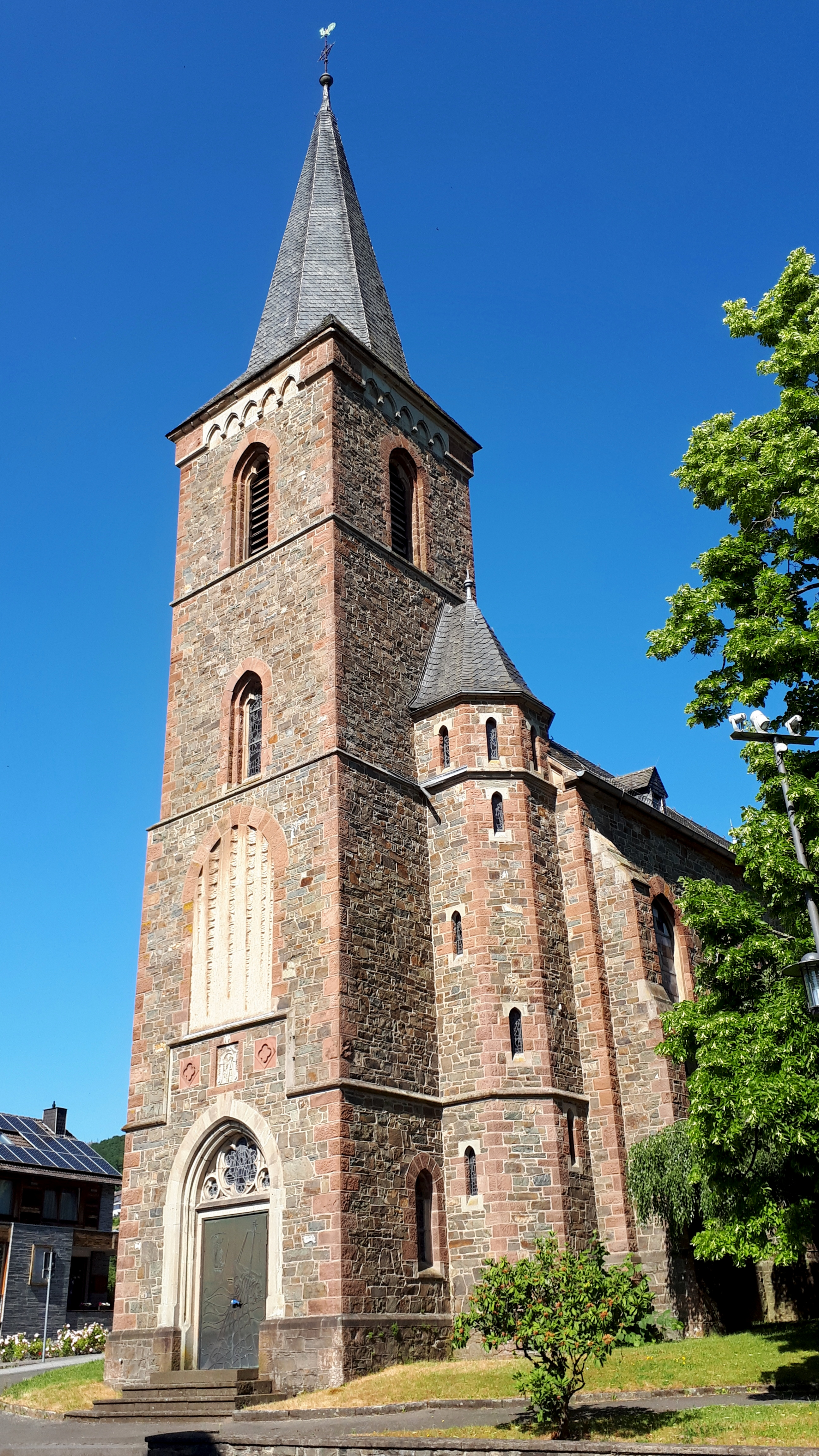
St. Nikolaus in Einruhr

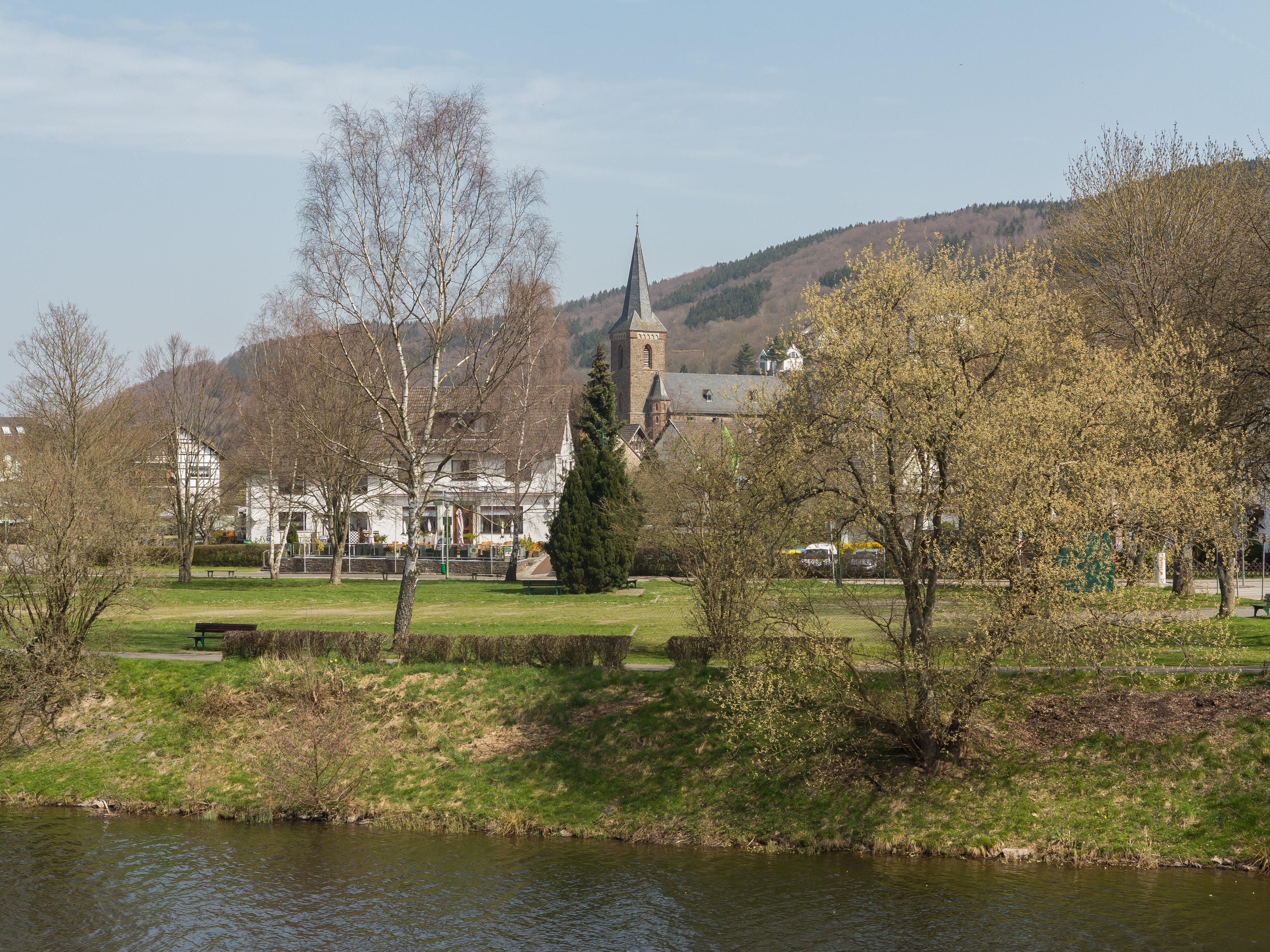
Blick auf Dorf und Kirche

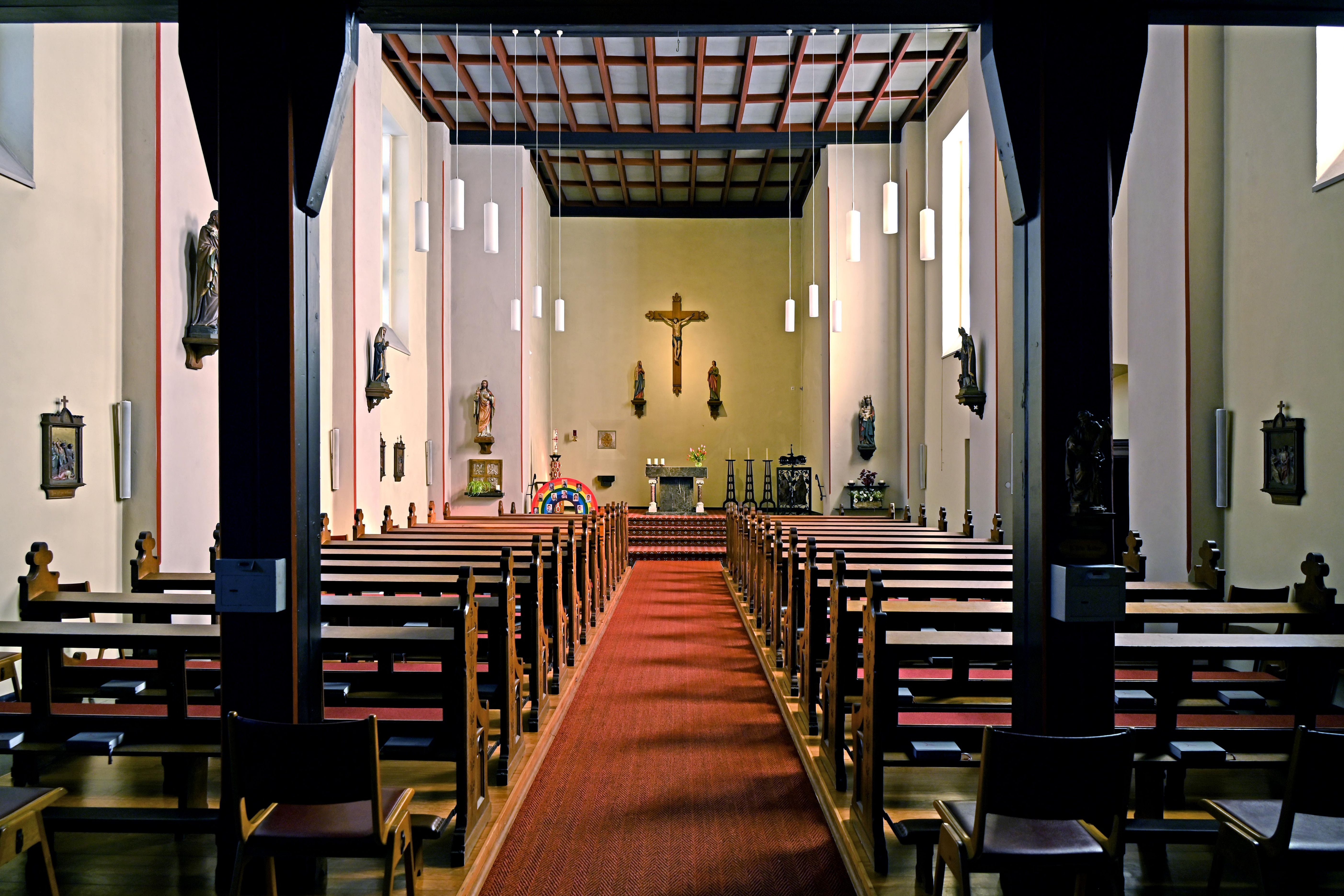
St. Nikolaus, Innenraum mit Blick zum Altar

St. Nikolaus ist die römisch-katholische Pfarrkirche des Simmerather Ortsteils Einruhr in der Städteregion Aachen in Nordrhein-Westfalen.

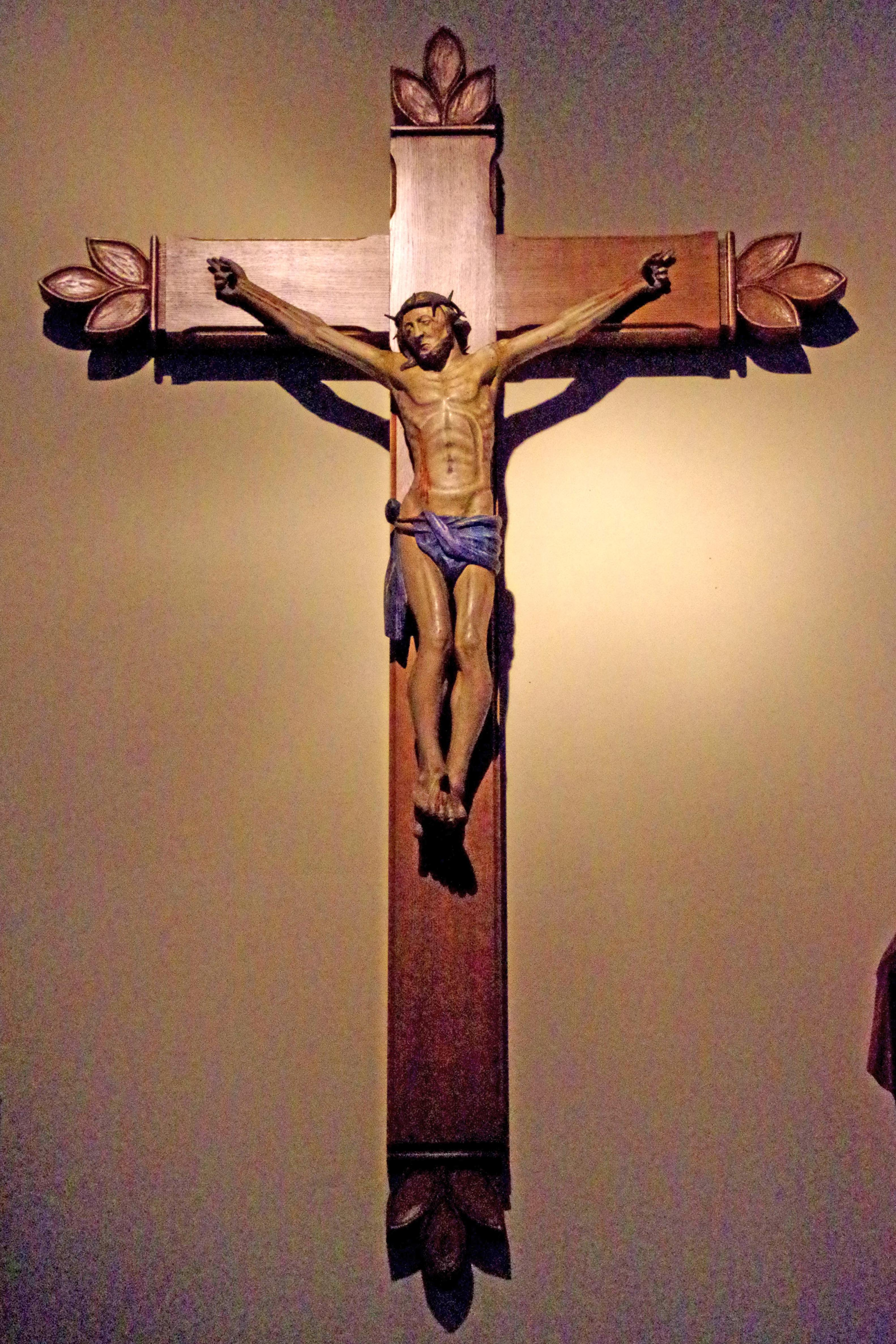
St. Nikolaus, Kreuz aus St. Rochus Wollseifen (18. Jh.)

Die Kirche ist dem hl. Bischof Nikolaus von Myra geweiht. Zur Pfarrei zählen auch die Filialorte Erkensruhr mit der Filialkirche St. Hubertus, Hirschrott mit der Waldkapelle sowie die Siedlungen Leykaul und Pleushütte.

## Lage
Das Kirchengebäude befindet sich mitten in Einruhr im Rurtal an der Ecke Rurstraße / Franz-Becker-Straße.

## Allgemeines
Ursprünglich gehörte Einruhr zur Pfarre Olef und kam 1660 an die neu errichtete und von Olef abgetrennte Pfarre Wollseifen. Zu dieser Zeit gab es in Einruhr noch kein eigenes Gotteshaus. Erst 1749 bauten die Bewohner eine Kapelle, in der an Sonntagen auch Gottesdienst gefeiert werden durfte. Auch verfügte Einruhr seitdem über einen eigenen Vikar, der dem Pfarrer von Wollseifen unterstellt war.
Während der Franzosenzeit wurde das Erzbistum Köln, zu dem Wollseifen und somit auch Einruhr gehörten, aufgelöst und 1802 dem Bistum Lüttich zugeschlagen. 1818 kam Einruhr an das erste Bistum Aachen, welches 1825 wieder aufgelöst wurde. Seitdem gehörte Einruhr wieder zum Erzbistum Köln. Trotz der häufigen Wechsel der zuständigen Bistümer hatte sich am Status Einruhrs als Filialgemeinde von Wollseifen nichts geändert.
In den 1860er Jahren bemühte sich der Wollseifener Pfarrer Quirinus Hilgers um die Pfarrerhebung der Filiale Einruhr. Diese Bemühungen hatten Erfolg, sodass Einruhr schließlich am 20. Mai 1864 durch den Kölner Erzbischof Johannes von Geissel von Wollseifen abgetrennt und zur eigenständigen Pfarrei erhoben wurde. Im Jahr 1930 wurde die Pfarre dem neu gegründeten Bistum Aachen zugeschlagen, zu dem sie bis heute gehört. Am 1. Oktober 1956 wurde das Pfarrgebiet um die Filiale Erkensruhr erweitert. Diese gehörte zuvor zur Pfarre Dedenborn. Bereits 1952 bemühte sich der Dedenborner Pfarrer Joseph Engels um eine Umpfarrung Erkensruhrs.

## Baugeschichte
Das erste Gotteshaus von Einruhr wurde 1749 durch die Bewohner des Ortes erbaut und 1751 durch den Wollseifener Pfarrer Hilger Maus benediziert. Die Filialkirche war ein einschiffiger Saalbau aus Bruchstein. 1864 wurde die Filialkirche im Zuge der Pfarrerhebung zur Pfarrkirche erhoben. Ende des 19. Jahrhunderts wurde die Pfarrkirche zu klein und ein größerer Neubau an anderer Stelle beschlossen. Die alte Kirche blieb erhalten, wurde jedoch in den letzten Kriegsmonaten 1945 zerstört.
In den beiden Jahren 1909 und 1910 wurde die heutige Pfarrkirche nach Plänen des Kölner Architekten Heinrich Forthmann im neugotischen Stil erbaut. Die feierliche Konsekration fand am 2. August 1911 statt.
Im Zweiten Weltkrieg wurde die Kirche sehr stark beschädigt. Das Gewölbe des Kirchenschiffes und der dreiseitig geschlossene Chor wurden komplett zerstört, sodass nur der Glockenturm und die Mauern des Kirchenschiffes erhalten waren. Der Wiederaufbau erfolgte nach Plänen von Lambert Oligschläger aus Aachen. Oligschläger beließ die erhaltenen Außenmauern und den Glockenturm, wodurch sich das äußere Erscheinungsbild der Kirche nur gering änderte. Die Weihe der wiederaufgebauten Kirche fand am 25. Juni 1950 statt.
1980 wurde die Sakristei nach Plänen von Leo Weber aus Kesternich erweitert und zwischen 1985 und 1986 wurde das gesamte Kirchengebäude renoviert.

## Baubeschreibung
St. Nikolaus ist eine einschiffige und vierjochige Saalkirche im Baustil der Neugotik. Der Glockenturm ist viergeschossig und dem Kirchenschiff im Westen vorgebaut. Im Osten schließt sich an das Kirchenschiff ein rechteckiger fensterloser Chor in modernen Formen an. Vor der Zerstörung befand sich an der Stelle ein dreiseitig geschlossener Chor.
Der Außenbau hat trotz der Kriegszerstörungen sein neugotisches Erscheinungsbild behalten. Der Innenraum hingegen ist modern und zeigt keine Elemente der Neugotik mehr. Die Fenster sind rechteckig (von außen sind sie noch spitzbogig) und der gesamte Innenraum wird von einer flachen Holzdecke überspannt. Den Gläubigen werden 96 Sitzplätze und 200 Stehplätze geboten.

## Ausstattung
Im Innenraum befindet sich eine moderne und schlichte Ausstattung. Erwähnenswert ist ein Kreuz mit Kruzifix aus dem 18. Jahrhundert. Es befand sich bis ca. 1946 in der Wollseifener Pfarrkirche St. Rochus. Auch aus der Wollseifener Kirche stammt der Kreuzweg. Das älteste Ausstattungsstück ist eine Figur aus dem 15. Jahrhundert. Sie zeigt Maria mit dem Jesukind. Die Buntglasfenster im Turm sind Werke von Erich Charlier aus dem Jahr 1990 und die Fenster im Kirchenschiff schuf Maria Katzgrau 1958.

## Pfarrer
Folgende Pfarrer wirkten bislang an St. Nikolaus als Seelsorger:
| von – bis | Name              |
| --------- | ----------------- |
| 1920–1938 | Josef Berns       |
| 1939–1947 | Josef Brehorst    |
| 1947–1967 | Josef Milz        |
| 1967–1977 | Viktor Nailis     |
| 1977–1982 | Johannes Thönißen |
| 1982–?    | Thomas Zensus     |
| Seit 2010 | Michael Stoffels  |